# Glaciar Veststraumen
El glaciar Veststraumen (74°15′S 15°0′O / -74.250, -15.000) es un glaciar en la Antártida.
El glaciar mide unos 70 km de largo y fluye hacia el oeste a lo largo del extremo sur de las montañas Kraul en el barrera de hielo Riiser-Larsen. El glaciar fue observado durante el vuelo del avión de la U.S. Navy LC-130 por sobre la costa el 5 de noviembre de 1967, y fue relevado por el United States Geological Survey (USGS) a partir de fotografías obtenidas en esa época. En 1969, el Comité Consultivo sobre Nomenclatura Antártica (US-ACAN) le dio el nombre de "glaciar Endurance" (en recuerdo al viaje fatal del Endurance a esta parte del mar de Weddell en 1915), pero dicho nombre fue modificado ya que el Comité de Topónimos Antárticos del Reino Unido (UK-APC) había asignado el mismo nombre a un pequeño glaciar en la isla Elefante. El nombre descriptivo "Veststraumen" (la corriente al oeste) aparece en un mapa de 1972 del Norsk Polarinstitutt.